# George Dunlop
George Dunlop (Belfast, 1951. január 16.  – ) északír válogatott labdarúgókapus.

## Pályafutása

### Klubcsapatban
Belfastban született. 1972-ben a Manchester Cityben kezdte a pályafutását. 1973 és 1975 között a Glentoranban játszott. 1975 és 1976 között a Ballymena Unitedben védett. 1976-tól 1991-ig a Linfield játékosa volt, melynek tagjaként tíz északír bajnoki címet szerzett és három alkalommal nyerte meg az északír kupát. 

### A válogatottban
1982 és 1989 között 4 alkalommal szerepelt az északír válogatottban. Részt vett az 1982-es világbajnokságon harmadik számú kapusként, de nem lépett pályára egyetlen mérkőzésen sem.

## Sikerei, díjai
Linfield FC
- Északír bajnok (10): 1977–78, 1978–79, 1979–80, 1981–82, 1982–83, 1983–84, 1984–85, 1985–86, 1986–87, 1988–89
- Északír kupagyőztes (3): 1977–78, 1979–80, 1981–82